# Ernst M. Binder
Ernst Marianne Binder (* 5. Jänner 1953 in Mostar, Jugoslawien; † 28. Jänner 2017 in Graz, Steiermark) war ein österreichischer Dichter und Theaterregisseur. Von 2015 bis zu seinem Tod war er Senior Lecturer an der Kunstuniversität Graz.

## Leben
Seit 1971 arbeitete Ernst M. Binder als freiberuflicher Autor, Musiker und Regisseur, wobei er sich neben der künstlerischen Tätigkeit u. a. auch als Steinmetz, Fensterputzer, Zeitungsausträger, Tomatenpflücker, Olivenbauer, Kellner, Discjockey, Zirkus-Beleuchter verdingte.
1987 bis 2003 leitete er das forum stadtpark theater. Seit 2003 war er künstlerischer Leiter von dramagraz. Mit über 70 Ur- und Erstaufführungen von Autoren wie Einar Schleef, Elfriede Jelinek, Peter Handke, R.P. Gruber, Werner Schwab, Herbert Achternbusch und Bodo Hell legte Binder seinen Schwerpunkt auf die deutschsprachige Gegenwartsdramatik.
Rund ein Dutzend Mal war Binder zu internationalen Theaterfestivals eingeladen (Mülheimer Theatertage, Heidelberger Stückemarkt, IMPULSE, Ruhrfestspiele Recklinghausen u. a.). Seine Inszenierungen von Das Fest (UA: 1994; Autor: Klaus Rohleder), Totentrompeten (UA: 1995; Autor: Einar Schleef) und Die Bauern (1999; Autor: Heiner Müller) wurden für das Berliner Theatertreffen nominiert.
Binders Interesse im Theater wie auch in seinem literarischen Werk galt dem Individuum und dessen Ausgesetzt-Sein in der Welt. Wie der Tod soll die Kunst „den Menschen auf sich selbst zurück werfen“. Die Sprache – ein stilisiertes Oststeirisch, leise und präzise auf das Wesentliche verknappt, „klingt mal erdig und schroff, mal hochtönend wie der Text eines Chorals“ und endet oft im Schweigen. Denn „das Schweigen“, heißt es in Binders Stück Kukuruz (2010), „ist die einzig Sprach, von der wir g’sprochen werden können. Die uns erzählen kann.“
Neben seinen Theaterstücken, darunter (Was hängt das Leben tief wie Nebel überm) Kukuruz (UA: 2010), Beckett.Silence (UA: 2005) und Hochzeitsnacht (UA: 1983), dessen Verfilmung mit dem Max-Ophüls-Preis ausgezeichnet wurde, erschienen von Binder auch Gedichtzyklen, der Roman Flucht (1973) sowie etliche Erzählungen. Essays des Autors finden sich u. a. in den Fachmagazinen Theater der Zeit und Theater heute sowie in Publikationen des Festivals Steirischer Herbst, der Festzeitschrift der Mülheimer Theatertage und überregionalen Tageszeitungen.
Einige Jahre vor seinem Tod überstand Binder eine schwere Krankheit.
Per Homepageeintrag erteilte er sich „2017 (die) selbst verliehene Genehmigung, müde zu sein“.
Binder starb überraschend in der Nacht vor der Premiere seiner 99. Inszenierung – Engelbert Humperdincks „Hänsel und Gretel“ an der Kunstuniversität Graz (KUG).
Die Produktion fand dennoch statt. Als 100. Regiearbeit von ihm war Samuel Becketts „Das letzte Band“ schon in Arbeit.
Die Kunstuniversität Graz würdigte Binders Arbeit auch am Projekt „Opern der Zukunft“, mit der Inszenierung hätte er eine deutliche gesellschaftspolitische Botschaft vermittelt. Nachrufe kamen in Graz von Kulturstadträtin Lisa Rücker (Grüne) und KPÖ-Vizebürgermeisterin Elke Kahr.

## Name
Ernst Binder übernahm nach dem tödlichen Sturz seiner schwangeren Frau ihren Vornamen Marianne als Mittelnamen, „um sie in mir zu begraben“. Erst später hat er mit seinem Sohn ihr Grab am Friedhof besucht.

## Auszeichnungen
- 1976 Stipendium für Literatur des Landes Steiermark
- 1993 Max-Ophüls Preis für die Verfilmung von Hochzeitsnacht in der Regie von Pol Cruchten
- 2003 Bühnen-Landeskunstpreis des Landes Oberösterreich
- 2008 Verleihung des Berufstitels Professor
- 2009 Dramatikerstipendium des Ministeriums für Unterricht, Kunst und Kultur

## Werke

### Literarische Arbeiten
- 1973 Blumen, die nur im Gefängnis blühn (Gedichtzyklus)
- 1973 Flucht (Roman)
- 1975 Fragmente (Erzählungen)
- 1977 Grenzgänger (Erzählungen)
- 1979 Das Lächeln am Fuß des Entzugs (Gedichtzyklus)
- 1983 Hochzeitsnacht (Theaterstück, Uraufführung Schauspielhaus Graz)
- 1999 Der Schatten der Palme (Theaterstück, Uraufführung Mecklenburgisches Staatstheater Schwerin)
- 2005 Beckett.Silence (Theaterstück, Uraufführung dramagraz)
- 2010 Was hängt das Leben tief wie Nebel überm Kukuruz (Theaterstück, Uraufführung dramagraz)
- 2011 DAS STUMME H oder Warum die Erde eine Scheibe ist und das Glück der Papagei des Melancholikers (Texte, edition graz, Sonderzahl Verlag, Wien)

### Wichtigste Inszenierungen
- 1992: Mein Hundemund von Werner Schwab (UA, Schauspielhaus Wien, eingeladen zum Theaterfestival AUA! WIR LEBEN, Bern)
- 1993: Die Kranichmaske die bei Nacht strahlt von Yoko Tawada (UA, „steirischer herbst ’93“)
- 1994: Das Fest von Klaus Rohleder (UA, Bühnen der Stadt Gera, eingeladen zum Theaterfestival AUA! WIR LEBEN, Bern, nominiert zum Berliner Theatertreffen 1995)
- 1995: Totentrompeten von Einar Schleef (UA, Mecklenburgisches Staatstheater Schwerin, eingeladen zu den Mülheimer Theatertagen ’95, den Potsdamer Theatertagen und zum Heidelberger Stückemarkt, nominiert zum Berliner Theatertreffen 1995)
- 1996: Die Stunde da wir nichts voneinander wussten von Peter Handke (Slowenische Erstaufführung, Slowenisches Nationaltheater DRAMA, Ljubljana)
- 1997: Drei Alte tanzen Tango von Einar Schleef (UA, Mecklenburgisches Staatstheater Schwerin, eingeladen zu den Mülheimer Theatertagen '97)
- 1997: Aus nichts wird nichts von Bertolt Brecht (UA, Berliner Ensemble, Berlin)
- 1998: Es singen die Steine von Gert Jonke (UA, Stadttheater Klagenfurt)
- 1999: Die Bauern von Heiner Müller (Mecklenburgisches Staatstheater Schwerin, nominiert zum Berliner Theatertreffen 1995)
- 2002: Eulen.Spiegel von Werner Fritsch (UA, Staatstheater Braunschweig)
- 2002: Körper und Frau von Elfriede Jelinek (UA, forum stadtpark theater, Graz und schauspiel frankfurt)
- 2003: Versuch über den geglückten Tag von Peter Handke (UA, forum stadtpark theater, Graz)
- 2003: Black Jack von Franzobel (UA, Festwochen Gmunden, eingeladen zum Theatertreffen IMPULSE 2004)
- 2003: Woyzeck von Georg Büchner (Slowenisches Nationaltheater DRAMA, Ljubljana)
- 2005: Das Blaue vom Himmel von Ernst Marianne Binder (UA, dramagraz)
- 2006 Beckett.Silence von Ernst Marianne Binder (UA, dramagraz)
- 2007: Einklang von Herbert Achternbusch (UA, Ruhrfestspiele Recklinghausen)
- 2010: Was hängt das Leben tief wie Nebel überm Kukuruz von Ernst Marianne Binder (UA, dramagraz)
- 2011: Gute Reise auf Wiedersehen von Einar Schleef (UA, Ruhrfestspiele Recklinghausen)
- 2012: Gott ist ein Deutscher von Fiston Mwanza (UA, La Strada, Graz)
- 2012: Alice von Ernst Marianne Binder, Periklis Liakakis und Sophie Reyer, (UA, Werkstatt Oberzeiring)
- 2013: Kein Licht von Elfriede Jelinek (ÖE, Dom im Berg, Graz)
- 2014: So viel mehr an Leben – Opern der Zukunft, 4 Kurzopern von Wen-Cheh Lee, Zesses Seglias, Yukiko Watanabe und Lorenzo Romano (UA Oper Graz)
- 2014: feminin/masculin von Bodo Hell, Periklis Liakakis und Ernst Marianne Binder (UA, Literaturhaus Graz)
- 2015: Gier von Sarah Kane (dramagraz)